# گمینا ایزبیتسکو
گمینا ایزبیتسکو (به لهستانی:  Gmina Izbicko) یک گمینا در لهستان است که در شهرستان ستژلتسه واقع شده‌است. گمینا ایزبیتسکو ۸۴٫۹۳ کیلومتر مربع مساحت و ۵٬۶۰۸ نفر جمعیت دارد.